# Pietro Andrea Barberi Pucciardi
Pietro Andrea Barberi Pucciardi (Fosdinovo, 1684 – Roma, 1730) è stato un pittore italiano.

## Biografia
Pietro Antonio o Pier Antonio Barberi o Barbieri Pucciardi nacque a Fosdinovo e studiò a Bologna con Giovanni Giuseppe del Sole. Da qua viaggiò poi a Roma dove svolse principalmente la sua attività in qualità di pittore di soggetti religiosi. A Roma studiò all'Accademia di San Luca, che gli assegnò un premio nel 1702 e lo nominò custode nel 1727 e segretario nel 1729.
Per la chiesa di San Marcello al Corso a Roma ha dipinto nel 1727 il Martirio delle Sante Digna ed Emerita.
Dipinse anche la cupola e la cappella di Lorenzo Casoni del Duomo di Sarzana.
Alcune fonti dicono che morì nel 1736.